# Ernst-Günter Brinkmann
Ernst-Günter Brinkmann (* 29. Juni 1943 in Nierstein) ist ein deutscher Politiker (SPD).

## Leben
Nach dem Abitur studierte Brinkmann und wurde Diplom-Psychologe. Anschließend absolvierte er ein Referendariat für das höhere Lehramt. Er war bei einer Erziehungsberatungsstelle tätig, ehe er in den Schuldienst eintrat und schließlich Studiendirektor an einer berufsbildenden Schule wurde. Brinkmann ist verheiratet und hat zwei Kinder.

## Politik
1968 trat Brinkmann der SPD bei und war unter anderem stellvertretender Unterbezirksvorsitzender. Von 1979 bis 2006 gehörte er dem Stadtrat von Worms an und war Vorsitzender der SPD-Fraktion. Von 1987 bis 2006 war er Mitglied des rheinland-pfälzischen Landtags. Er vertrat dort den Wahlkreis Worms und war gesundheitspolitischer Sprecher der SPD-Landtagsfraktion.
Daneben war er Kreisvorsitzender der AWO, Mitglied im Aufsichtsrat der Energie und Wasser für Remscheid GmbH (EWR), der Stadtwerke Worms Holding GmbH, der Worms Energie GmbH, der Entsorgungsgesellscha4 Worms mbH, der Wirtschaftsförderungsgesellschaft für die Stadt Worms mbH, im Verwaltungsrat des Zweckverbands der Sparkasse Worms, im Aufsichtsrat der Fa. Rhenania Worms, im Landesjugendwohlfahrtsausschuss, in der ÖTV und in der IG Chemie. Das Land Rheinland-Pfalz ehrte ihn 2006 mit der Verleihung der Freiherr-vom-Stein-Plakette.